# A brazil labdarúgó-bajnokságok rendszere
A brazil labdarúgó-bajnoki rendszer két különböző, de egymással összefüggő bajnoki piramis alapján működik. A nemzeti illetve az állami bajnokságokat egyazon évben rendezik meg. A nemzeti bajnokságban részt vevő csapatok indulhatnak a nemzetközi kupasorozatokban (Libertadores-kupa, Mercosur-kupa, Recopa Sudamericana). Az állami bajnokságokban az országos kupa küzdelmeibe kvalifikálhatják magukat a csapatok.

## Felépítése
Az országos bajnokságokat a CBF, az állami bajnokságokat pedig az adott állam szövetsége szervezi (például a Goiano állami bajnokságot, a Goiás állam labdarúgó-szövetsége).
A nemzeti ligát májustól decemberig, az állami bajnokságokat pedig minden államnak januártól májusig kell lebonyolítania.
A legtöbb állami rendezvény kupasorozattal is rendelkezik, melyeket július és december között rendeznek. Az állami kupagyőztes automatikusan részt vehet a nemzeti kupa küzdelmeiben.

## Országos bajnokságok
A nemzeti piramis, négy bajnokságból áll.
A Série A, Série B, és a Série C küzdelmeiben 20 csapat vesz részt, míg a Série D 40 csapatos liga.
A Série A-ban és a Série B-ben kétszer mérkőznek egymással a csapatok.
A Série C-ben két csoportban játszanak szintén oda-visszavágós alapon, majd a csoportok első négy helyezettje, egyenes kieséses rendszerben folytatja tovább a bajnokságot.
A Série D-ben a 40 résztvevőt 8 regionális csoportba osztják és minden csapat kétszer játszik egymással. A csoportok első és második helyezettjei a Série C-hez hasonlóan, egyenes kieséses rendszerben döntik el a bajnoki cím sorsát.
Minden ligában a négy leggyengébb teljesítmény nyújtó csapat alacsonyabb osztályba kerül, míg a négy legjobb pedig feljut a magasabb divízióba.

## Állami bajnokságok
Az állami bajnokságokban a lebonyolítási rendszerek és a létszámok is változóak, de általában két körből állnak és a rájátszásban, kieséses alapon döntenek a bajnoki cím sorsáról. (például: a Paulista bajnokságban az első körben 20 csapatot négy csoportra osztanak, majd minden csapat egyszer mérkőzik a különböző csoportok együtteseivel. Ezután következik a kieséses rájátszás. A Cariocában 16, míg Rondôniában 8 csapat indul minden évben).
A országos bajnokság első és második vonalának küzdelmeiben is érdekelt együttesek – kissé igazságtalan módon – mérkőzéseik többségét hazai pályán játsszák.

## Bajnoki rendszer
| Szint                | Bajnokság/Osztály |
| -------------------- | --- |
| Országos bajnokságok | |
| 1                    | Campeonato Brasileiro Série A 20 csapat Utolsó 4 csapat kiesik |
| 2                    | Campeonato Brasileiro Série B 20 csapat Első 4 helyezett csapat feljut Utolsó 4 helyezett csapat kiesik |
| 3                    | Campeonato Brasileiro Série C 20 csapat, két 10-es csoportba osztva Az elődöntős csapatok feljutók Utolsó két helyezett mindkét csoportból kiesik |
| 4                    | Campeonato Brasileiro Série D 40 csapat, öt 8-as csoportba osztva Az elődöntős csapatok feljutók Nincs kieső |
| Állami bajnokságok   | |
| 1                    | Brazil állami bajnokságok (első osztály) Acre - Alagoas - Amapá - Amazonas - Bahia - Ceará - Distrito Federal - Espírito Santo - Goiás - Maranhão - Mato Grosso - Mato Grosso do Sul - Minas Gerais - Pará - Paraíba - Paraná - Pernambuco - Piauí - Rio de Janeiro - Rio Grande do Norte - Rio Grande do Sul - Rondônia - Roraima - Santa Catarina - São Paulo - Sergipe - Tocantins |
| 2                    | Brazil állami bajnokságok (másodosztály) Bahia - Minas Gerais - Pernambuco - Rio de Janeiro - Rio Grande do Sul - São Paulo - Sergipe |
| 3                    | Brazil állami bajnokságok (harmadosztály) Bahia - Minas Gerais - Pernambuco - Rio de Janeiro - Rio Grande do Sul - São Paulo |
| 4                    | Brazil állami bajnokságok (negyedosztály) São Paulo |

1Az állami bajnokságok győztesei nem kvalifikálják magukat a Série D küzdelmeibe, de a CBF feljuttathat csapatokat az országos bajnokságba.